# Sam Balter
Samuel Balter Jr. (Detroit, 15 oktober 1909 – Los Angeles, 8 augustus 1998) was een Amerikaans basketballer. Hij won met het Amerikaans basketbalteam de gouden medaille op de Olympische Zomerspelen 1936.

## Carrière
Balter speelde voor het team van UCLA en een amateurteam dat gesponsord werd door Universal Pictures. In 1936 maakte Balter deel uit van het Amerikaans basketbalteam dat deelnam aan de Olympische Spelen in Berlijn. Tijdens deze Olympische Spelen speelde hij twee wedstrijden, maar niet de finale. Gedurende deze wedstrijden scoorde hij 17 punten. Dankzij winst van de Verenigde Staten in de finale tegen Canada werd Balter zo de enige Amerikaans-Joodse Olympiër die op deze Spelen de gouden medaille behaalde.,
Later ging hij aan de slag als sportcommentator voor radio en televisie. In 1945 werd hij door het tijdschrift Variety verkozen tot Beste sportcommentator van de VS. Na de tweede wereldoorlog had Balter ook verschillende rollen in diverse films en series, voornamelijk in de rol van radio-omroeper. 
In 1994 werd Balter opgenomen in de International Jewish Sports Hall of Fame. Op 8 augustus 1998 overleed Balter na complicaties bij een operatieve ingreep.
- Gemeinsame Normdatei: 1061731707
- International Standard Name Identifier: 0000 0000 4154 4689
- Library of Congress Control Number: no96012121
- Virtual International Authority File: 56202212
- WorldCat: E39PBJxCC4WQKFWMtp7bghHHmd